# 谭钟麟
谭钟麟（1822年—1905年），字文卿，原名谭二监，湖南茶陵人，清朝末年政治人物。曾任两广总督，任內鎮壓了杨衢云、孫中山領導的第一次广州起义，下令當時的南海縣知縣審理陸皓東等革命黨人。

## 生平
谭钟麟于咸丰六年（1856年）中进士，入翰林院任编修。同治年间外放，历任多职。
同治十年(1871年)，因左宗棠疏荐，出任陕西布政使，不久代理陕西巡抚。由于他保证了左宗棠进军新疆期间的粮草供应，为平定阿古柏之乱做出了贡献，光绪元年（1875年），实授陕西巡抚一职。
光绪五年（1879年），谭钟麟调任浙江巡抚，在任期间整修了文澜阁，有政绩。光绪七年（1881年），升任陕甘总督，在任内大力发展农业，使得当地经济有了长足发展。
光绪十四年（1888年），谭钟麟告病辞职，但三年以后即被再次征召入京，以尚书衔任吏部左侍郎兼署户部左侍郎，管理国库。
光绪十八年（1892年）升任工部尚书，不久调任闽浙总督。
光绪二十一年（1895年），调任两廣總督。任內禁止了當時在廣州流行的一種闈姓賭局；也鎮壓了孫中山領導的第一次广州起义，下令當時的南海縣知縣審理陸皓東等革命黨人的犯罪事實。其间并多次上疏反对戊戌变法，受到慈禧太后的赏识。
光绪二十五年（1899年），谭钟麟因不满租借新界，以病告归。
光绪31年（1905年）病逝于长沙，谥文勤。

## 家族
子谭延闿，中华民国政治家。

子谭澤闿，中华民国書法家。

## 外部連結
- 譚鍾麟 （页面存档备份，存于） 中研院史語所

| 官衔          | 官衔                                   | 官衔          |
| ------------- | -------------------------------------- | ------------- |
| 前任： 邵亨豫 | 陝西巡撫 1875年－1879年                | 繼任： 馮誉驥 |
| 前任： 梅啓照 | 浙江巡撫 1879年－1881年                | 繼任： 陳士杰 |
| 前任： 曾国荃 | 陝甘總督 1881年－1888年                | 繼任： 楊昌濬 |
| 前任： 卞寶第 | 閩浙總督 1892年－1894年                | 繼任： 邊寶泉 |
| 前任： 馬丕瑤 | 廣東巡撫 1895年                        | 繼任： 許振禕 |
| 前任： 李瀚章 | 兩廣總督 1895年4月16日－1899年12月19日 | 繼任： 德壽   |